# Thomas Hoarau
Pour les articles homonymes, voir Hoarau.
Pas d'image ? Cliquez ici

a Compétitions nationales et continentales officielles uniquement.

b Matchs officiels uniquement.
Dernière mise à jour le 14 avril 2025.
Thomas Hoarau, né le 1er juin 1995, est un joueur français de rugby à XV. Il évolue au poste de troisième ligne aile ou de troisième ligne centre avec l'US Carcassonne en Nationale.

## Biographie
C'est à l'âge de 9 ans que Thomas Hoarau découvre le rugby à XV au club de Sanary Ovalie,.
Il est sélectionné en équipe de France de rugby à XV des moins de 16 ans, moins de 17 ans et moins de 18 ans.
Il joue pour le Rugby Club de la Marine Nationale (RCMN).
En 2018, il signe son premier contrat professionnel avec l'AS Béziers, puis il signe une prolongation l'année suivante,.
En 2019, il s'engage pour trois ans en faveur du RC Toulon,.